# Cantonul Fresnay-sur-Sarthe
Cantonul Fresnay-sur-Sarthe este un canton din arondismentul Mamers, departamentul Sarthe, regiunea Pays de la Loire, Franța.

## Comune
| Comune                    | Populație (1999) | Cod poștal | Cod INSEE |
| ------------------------- | ---------------- | ---------- | --------- |
| Assé-le-Boisne            | ...              | 72130      | 72011     |
| Douillet                  | ...              | 72130      | 72121     |
| Fresnay-sur-Sarthe        | ...              | 72130      | 72138     |
| Moitron-sur-Sarthe        | ...              | 72170      | 72199     |
| Montreuil-le-Chétif       | ...              | 72130      | 72209     |
| Saint-Aubin-de-Locquenay  | ...              | 72130      | 72266     |
| Saint-Georges-le-Gaultier | ...              | 72130      | 72282     |
| Saint-Léonard-des-Bois    | ...              | 72130      | 72294     |
| Saint-Ouen-de-Mimbré      | ...              | 72130      | 72305     |
| Saint-Paul-le-Gaultier    | ...              | 72130      | 72309     |
| Saint-Victeur             | ...              | 72130      | 72323     |
| Sougé-le-Ganelon          | ...              | 72130      | 72337     |